# Ophryotrocha puerilis
Ophryotrocha puerilis é uma espécie de anelídeo pertencente à família Dorvilleidae.
A autoridade científica da espécie é Claparède & Metschnikow, tendo sido descrita no ano de 1869.
Trata-se de uma espécie presente no território português, incluindo a sua zona económica exclusiva.